# فرنسيس ترافيس
فرنسيس ترافيس (بالإنجليزية: Francis Travis) هو موزع سويسري، ولد في 9 يوليو 1921 في ديترويت في الولايات المتحدة، وتوفي في 28 أبريل 2017 في ميونخ في ألمانيا.

## وصلات خارجية
- فرنسيس ترافيس على موقع IMDb (الإنجليزية)
- فرنسيس ترافيس على موقع ميوزك برينز (الإنجليزية)
- فرنسيس ترافيس على موقع ديسكوغز (الإنجليزية)